# Vojenská kancelář prezidenta republiky
Vojenská kancelář prezidenta republiky je samostatná a početně nejmenší složka ozbrojených sil České republiky. V jejím čele stojí náčelník, který je přímo podřízen prezidentovi republiky a kterého prezident jmenuje a odvolává. Od 1. dubna 2023 jím je generálporučík Radek Hasala. Náčelník jmenuje a odvolává velitele Hradní stráže.
Kromě řízení Hradní stráže plní Vojenská kancelář úkoly, související s výkonem pravomocí prezidenta jako vrchního velitele ozbrojených sil.
Příslušníci vojenské kanceláře používají specifické uniformy, které se podobají uniformám Hradní stráže. Oboje navrhl v roce 1990 výtvarník Theodor Pištěk.

## Záslužný řád
Náčelník Vojenské kanceláře prezidenta republiky uděluje Záslužný kříž náčelníka vojenské kanceláře prezidenta republiky. Ocenění vzniklo v roce 2007 a uděluje se zejména příslušníkům Hradní stráže za vzorné plnění úkolů, dostat jej ale také mohou civilní osoby, které s kanceláří a Hradní stráží spolupracují. Mezi lety 2007 a 2015 bylo uděleno asi sto těchto řádů.

## Historie
Vojenské oddělení kanceláře prezidenta republiky vzniklo 1. ledna roku 1919 rozhodnutím prezidenta T. G. Masaryka a jejím prvním přednostou byl jmenován pplk. Otakar Husák. Následně byla Kancelář prezidenta republiky dělená na civilní a vojenské oddělení oficiálně zřízena podle zákona č. 654/1919 Sb. z 5. prosince 1919. Po okupaci Česko-Slovenska 15. března 1939 byla vojenská část kanceláře v souvislosti se zrušením armády rozpuštěna.
Od roku 1940 však byla její činnost obnovena jako součást exilové reprezentace v Londýně. Od 1. srpna 1940 byl přednostou jmenován generál Antonín Hasal, kterého v září 1944 nahradil brigádní generál Oldřich Španiel, ten tuto funkci vykonával do dubna 1945, kdy převzal velení 1. samostatné pěší brigády a následní z ní vzniklé 1. pěší divize. Do funkce přednosty vojenské kanceláře prezidenta republiky se vrátil v Praze dne 25. května 1945.  Po volbách v roce 1946 se do funkce opět vrátil generál Hasal a setrval v ní až do 21. června 1948, kdy byl prezidentem Gottwaldem odvolán.
V období let 1948 až 1989 byla funkce Vojenské kanceláře prezidenta upozaďována a plnila svoji roli jen jako zvláštní organizační útvar civilní Kanceláře prezidenta republiky. Vojenská kancelář fungovala jako součást civilní Kanceláře prezidenta České a Slovenské Federativní Republiky i po rozdělení federace až do nabytí účinnosti zákona č. 114/1993 Sb, kde byla poprvé definována jako samostatná vojenská jednotka oddělená od civilní části.